# Fika

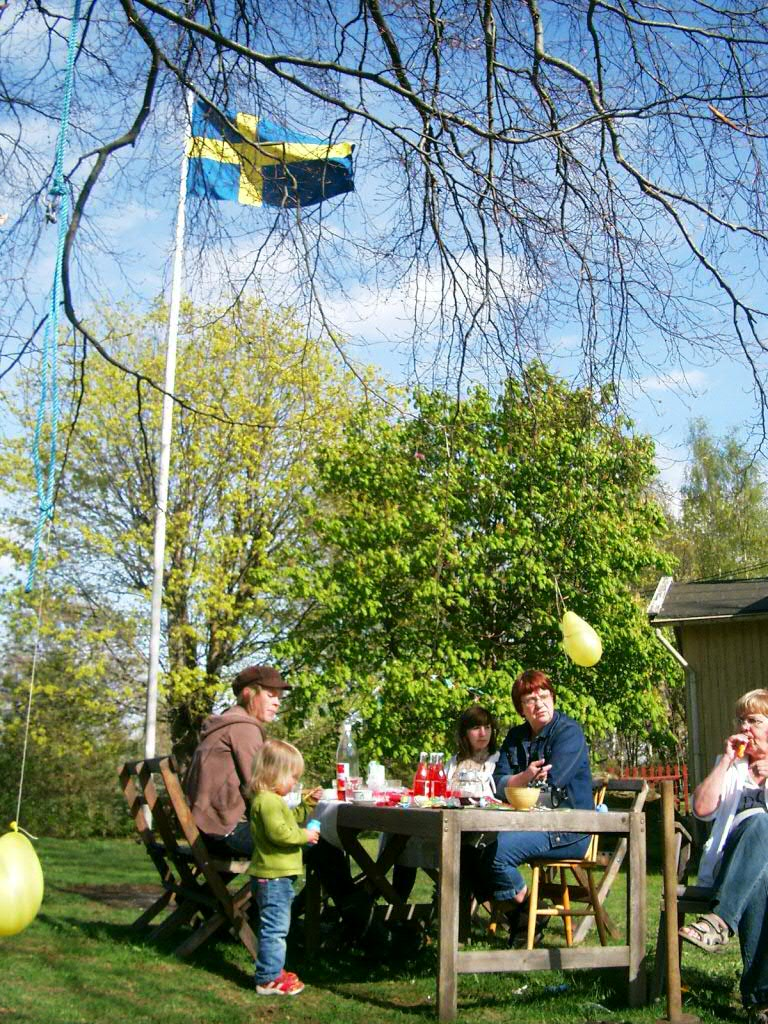
Fika im Garten

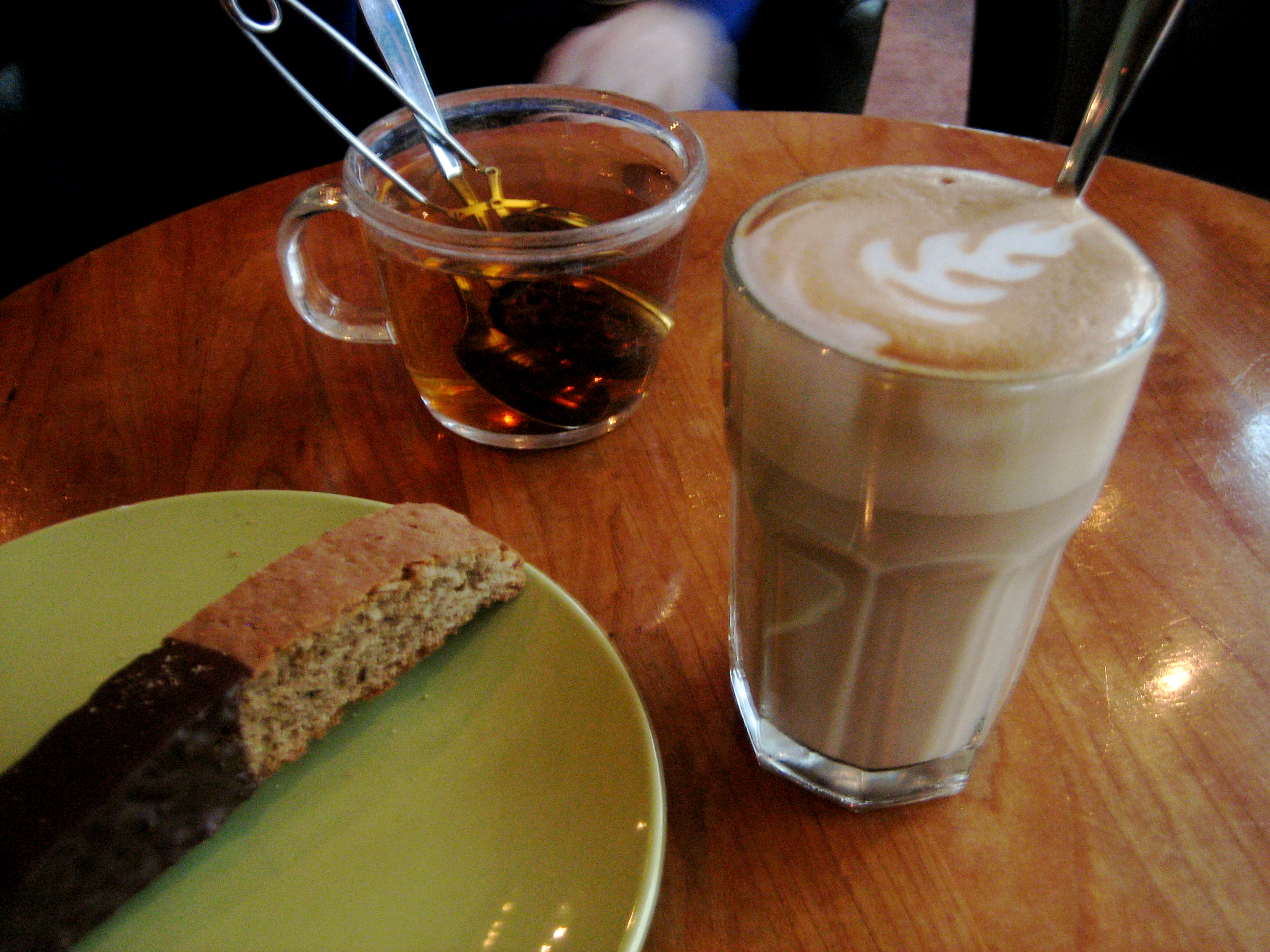
Fika in einem Café mit Kaffee, Kuchen und Tee

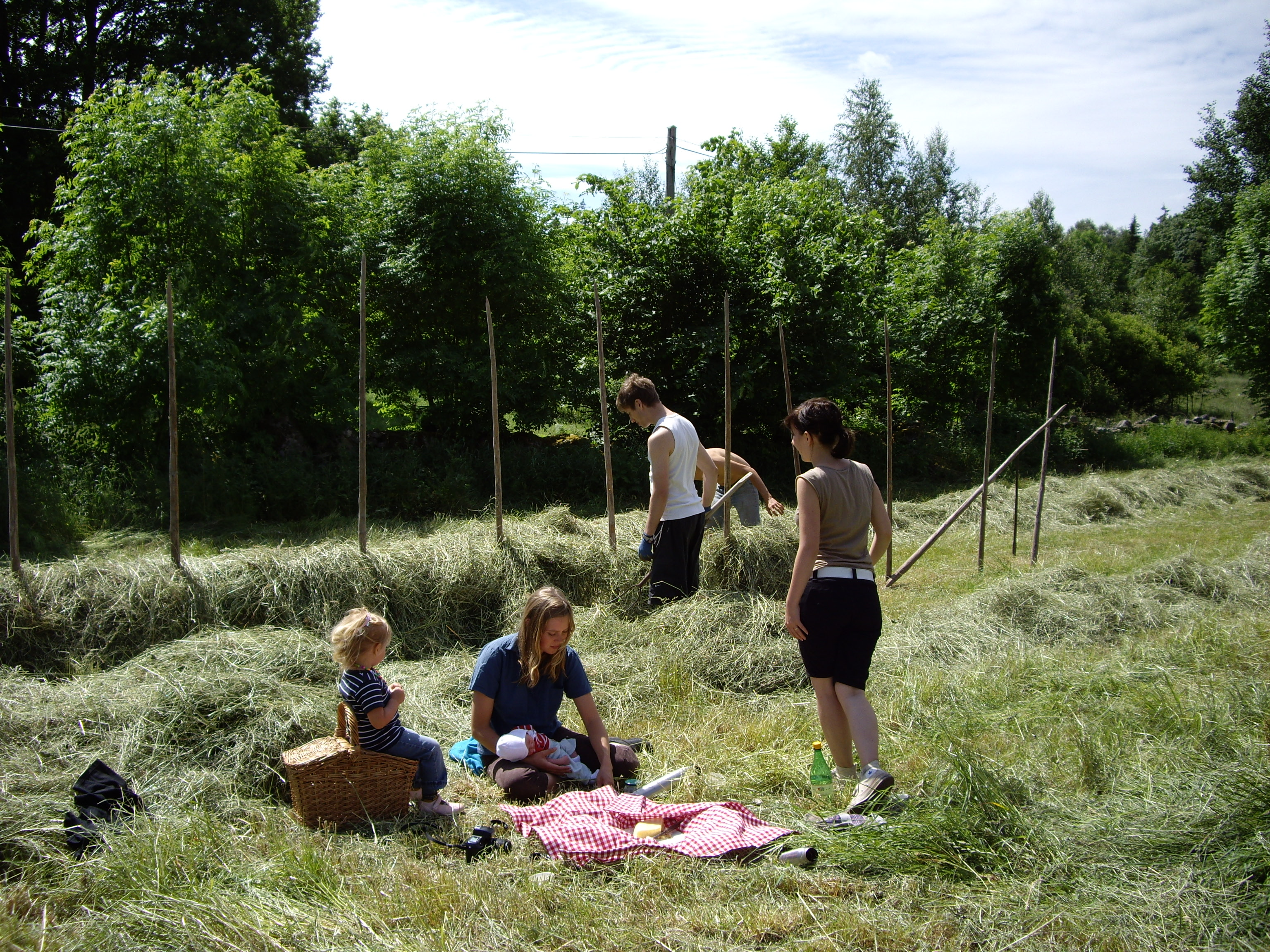
Fika im Freien / Picknick

Fika ist eine soziale Institution in Schweden. Es bedeutet die Unterbrechung einer Tätigkeit, um mit der Familie, mit Freunden oder mit Kollegen Kaffee oder, seltener, ein anderes Getränk zu sich zu nehmen.
Eine Fika kann zwischen 15 und 45 Minuten dauern. Zum Kaffee wird oft eine Süßigkeit, fikabröd genannt, meistens ein Süßgebäck oder Kuchen, zu sich genommen. Diese Tradition einer ausgedehnten Kaffeepause mit einer kleinen Zwischenmahlzeit ist ein zentraler Bestandteil der schwedischen Kultur, gehören die Schweden doch zu den größten Kaffeekonsumenten der Welt.
Die Fika kann auch belegte Brote oder andere, nicht süße Speisen beinhalten. Eine Fika kann in einem Café oder einer Konditorei, am Arbeitsplatz als Arbeitspause, zu Hause oder im Freien stattfinden. Als bestimmte Form des Wortes Fika kommt auch fikat anstelle von fikan vor. Allerdings ist dies lediglich von Bedeutung, wenn von der eigentlichen Pause anstelle der Mahlzeit gesprochen wird.
Zusätzlich gibt es die Anwendung des Wortes fika, das den Kaffee als solchen meint, wie im Ausdruck en kopp fika als „eine Tasse Kaffee“.

## Wortherkunft
Das Verb fika, mit der Bedeutung Kaffee zu trinken, ist seit 1910 belegt. Laut dem Sprachwissenschaftler Lars Gunnar Andersson wurden die Silben eines Wortes kaffi, einer Nebenform des Wortes kaffe, vertauscht. Aus diesem Verb bildete sich später das Substantiv fik mit der Bedeutung „Café“, „Konditorei“.
In Malung, Dalarna benutzten die Ledergerber eine Art Geheimsprache, die skinnarmål (de: Lederdialekt) genannt wurde. Die Geheimsprache funktionierte so, dass Buchstaben oder Silben des Wortes im lokalen Dialekt umgruppiert wurden. Diese Geheimsprache wurde von Hausierern weitergeführt und noch 1913 angewandt, als Ola Bannbers Nachforschungen zu den lokalen Dialekten im Westen von Dalarna durchführte. „Kaffee“ hieß gemäß Bannbers fäka oder fik – das mundartliche Wort war kaffä – und kaffepanna (Kaffeekessel) wurde, durch Verschieben von Buchstaben, fäkanapa. Gemäß Bannbers soll der Ausdruck fika durch eine derartige Silbenverschiebung zustande gekommen sein und nicht, wie auch diskutiert wurde, der Stockholmer Mundart entstammen.
Laut Herman Palms Hemliga språk i Sverige von 1910 benutzten die Schornsteinfeger in Stockholm das Wort fika für „Kaffee trinken“ und fikhäck für „Kaffee“. Im Gefängnis von Långholmen wurde das Wort fika ebenfalls verwendet, was Palm als eine Art Spoonerismus, als das Umgruppieren von Buchstaben in einem Wort, bezeichnet. Ungeachtet dessen, ob das Wort in der Stockholmer Umgangssprache aus Malungs skinnerspråk kommt oder auf andere Art zustande gekommen ist, ist es wahrscheinlich ein Beispiel für einen Spoonerismus: Aus kaffi wurde fika, woraus fika und fik entstanden. Im Svenska Akademiens ordbok von 1924 findet sich für das Wort fika noch kein Hinweis auf eine Bedeutung im Zusammenhang mit Kaffee oder einer Kaffeepause.
Ein ähnliches Wort findet sich ebenfalls im Französischen Verlan, in dem das Wort café zu féka umgeordnet wird.

## Weitere Bedeutungen
Das Wort fika wird und wurde im Schwedischen auch mit anderer Bedeutung verwendet und dies, lange bevor das Wort für das ausgiebige, gemeinsame Kaffeetrinken verwendet wurde. Unter anderem bedeutet das Verb fika auch ‚sich beeilen‘, ‚sich schnell zu (einem Ort) begeben‘, ‚eifrig tätig sein, eifrig bestrebt sein‘; fika findet sich auch im Ausdruck fika efter was „um etwas buhlen“ bedeutet.
Auch die Frucht der Feige wurde früher als fika benannt.